# Norm Macdonald
Pour les articles homonymes, voir MacDonald.
Norman Gene MacDonald, dit Norm Macdonald, est un acteur et humoriste canadien né le 17 octobre 1959 à Québec (Canada) et mort le 14 septembre 2021 à Los Angeles (Californie). Il est surtout connu pour son passage en tant que membre du Saturday Night Live entre 1993 et 1998, notamment en tant que présentateur du Weekend Update.
Macdonald commence sa carrière dans le stand-up au Canada, puis devient auteur pour des émissions comme Roseanne. Il rejoint SNL en 1993 et s'y fait rapidement remarquer pour son ton sec, ironique et parfois clivant. Par ailleurs, il crée et joue dans la sitcom The Norm Show (1999–2001), et apparaît dans divers films et talk-shows. Il est considéré par ses pairs comme l’un des humoristes les plus influents de sa génération.
En 2021, il meurt d’un cancer qu’il avait gardé privé pendant près de 10 ans.

## Biographie

### Jeunesse et début de carrière
Norman Gene Macdonald naît le 17 octobre 1959 à Québec, dans la province de Québec, au Canada. Ses parents, Ferne (née Mains) et Percy Lloyd Macdonald (1916–1990), sont deux enseignants anglophones. Ils travaillent à la base militaire de la BFC Valcartier, située au nord de Québec. Durant son enfance, son père refuse qu’il apprenne le français, souhaitant que la famille parle exclusivement anglais. Ce dernier meurt en 1990 d’une maladie cardiaque. Macdonald se décrit lui-même comme étant « moitié écossais, moitié irlandais ».
Il fréquente l’école secondaire Quebec High School avant que sa famille ne déménage à Ottawa, en Ontario. À Ottawa, il étudie à la Gloucester High School. Elève précoce, il s’inscrit à l’Université Carleton à l'âge de 16 ans, où il étudie les mathématiques et la philosophie, mais abandonne rapidement. Il montre également des dispositions pour la peinture.
Il suit ensuite brièvement des programmes de journalisme et de télédiffusion au Collège Algonquin, suivant les traces de son frère aîné, Neil Macdonald. Entre ses périodes d’études et avant de commencer sa carrière comique, il exerce divers métiers manuels, notamment comme « chokerman » (ouvrier forestier attachant les troncs d’arbres) dans une entreprise de coupe de bois.
Il commence à se produire sur scène dans des clubs de stand-up locaux à la fin des années 1970, avant de se faire remarquer au début des années 1980. A cette période, il travaille comme auteur pour des humoristes canadiens et américains. A l'âge de 26 ans, on lui diagnostique un cancer de l'estomac.

### Carrière

#### Saturday Night Live (1993–1998)
Macdonald rejoint la distribution de Saturday Night Live (SNL) en 1993, où il devient rapidement un visage récurrent de l’émission. Il y présente le segment satirique Weekend Update à partir de la saison 20, succédant à Kevin Nealon. Son ton pince-sans-rire, son débit monotone et son goût pour l’absurde participent au succès de l'émission.
Pendant ses années à SNL, il parodie de nombreuses célébrités, dont Burt Reynolds, David Letterman, Larry King ou Bob Dole. Macdonald est également connu pour ses blagues audacieuses et parfois controversées dans Weekend Update, en particulier ses attaques répétées contre O.J. Simpson pendant et après son procès. Il affirme plus tard que c’est cette insistance à ridiculiser Simpson, un ami du cadre de NBC Don Ohlmeyer, qui aurait conduit à son renvoi de Weekend Update en 1998. Ce renvoi conduira David Letterman, ami proche de Macdonald, à traiter Don Ohlemeyer d'« idiot » sur le plateau de Late Night with David Letterman.
Il reste cependant dans l’équipe de SNL jusqu’à la fin de la saison 1997–1998.

#### Après SNL (1998–2008)
Après son départ de SNL, Macdonald joue dans le film comique Dirty Work (1998), réalisé par son ami Bob Saget. Le film reçoit des critiques négatives mais devient culte auprès de ses fans. Il y incarne Mitch Weaver, un homme qui crée une entreprise spécialisée dans la vengeance sur commande. La même année, il prête sa voix au chien Lucky dans les publicités de la marque de restauration rapide KFC et dans le film Dr. Dolittle.
De 1999 à 2001, il est la vedette de la sitcom The Norm Show, renommée simplement Norm lors de sa troisième saison. Il y incarne un ancien joueur de hockey professionnel suspendu pour paris illégaux, contraint de travailler dans un centre d’aide sociale. La série est diffusée sur ABC pendant trois saisons.
Dans les années 2000, Macdonald apparaît de plus en plus régulièrement dans des talk-shows, notamment Late Show with David Letterman et The Tonight Show with Conan O'Brien, où ses apparitions spontanées et absurdes sont particulièrement remarquées. Il prête sa voix à de nombreux dessins animés, dont Family Guy, The Fairly OddParents , et Mike Tyson Mysteries.

#### Projets ultérieurs (2009–2020)
En 2009, Macdonald lance un spectacle de stand-up intitulé Me Doing Stand-Up, diffusé sur Comedy Central en 2011. Le spectacle reçoit un accueil critique favorable. Il est notamment salué pour sa concision, son originalité et son ton sombre.
En 2013, il crée Norm Macdonald Live, une émission diffusée en ligne dans laquelle il interviewe des invités célèbres du monde de l’humour, dans un style libre et irrévérencieux. L’émission dure trois saisons et rencontre un franc succès critique.
En 2018, Netflix lui propose une version dérivée de son talk-show, intitulée Norm Macdonald Has a Show. Elle conserve son ton décalé et ses entretiens spontanés avec des invités tels que David Spade, Jane Fonda et Lorne Michaels.
Durant cette période, il continue d’apparaître dans des émissions comme Comedians in Cars Getting Coffee, The Orville, The Middle et des roasts diffusés par Comedy Central. Il est aussi actif sur les réseaux sociaux, où ses réflexions absurdes, parfois cryptiques, sont suivies par plus d'un million d’abonnés sur Twitter.

#### Spectacle posthume (2021–2022)
Peu avant sa mort d'un cancer, Macdonald enregistre en secret un spectacle de stand-up sans public, intitulé Nothing Special. Il le tourne dans une seule prise dans son salon, en pleine pandémie de COVID-19, alors que sa santé se dégrade. Le spectacle est publié à titre posthume sur Netflix en mai 2022, accompagné d’une table ronde hommage avec des comédiens comme David Letterman, Dave Chappelle et Molly Shannon. Nothing Special est nommé aux Primetime Emmy Awards dans la catégorie Meilleur scénario pour une émission de divertissement.

### Vie personnelle
Macdonald était connu pour sa discrétion concernant sa vie privée. Il a été marié à Connie Macdonald, dont il a divorcé. Ensemble, ils ont eu un fils, Dylan, né en 1993.
Bien qu’élevé dans une famille chrétienne protestante, Macdonald s’est intéressé à la foi chrétienne plus profondément vers la fin de sa vie. Il a lu la Bible quotidiennement et mentionnait souvent Dieu dans ses réflexions, tout en gardant une distance ironique dans ses spectacles. Macdonald était également un lecteur assidu, citant souvent Dostoïevski, Søren Kierkegaard ou C.S. Lewis comme influences personnelles.
Alors qu’il était juré dans le concours Last Comic Standing, Macdonald a vivement critiqué un candidat pour une blague associant la saga Harry Potter à la Bible, en disant : « Je pense que si tu veux t’en prendre à toute une religion, tu devrais au moins savoir de quoi tu parles. », avant de faire remarquer que J. K. Rowling était chrétienne et avait un jour déclaré : « si vous connaissez bien les Écritures, vous pouvez facilement deviner la fin de mon livre. »
Il luttait avec des problèmes d'addiction au jeu. Dans les années 1990, il aurait perdu des centaines de milliers de dollars, notamment au blackjack.
Il vivait principalement à Los Angeles.

### Maladie et décès
En août 2012, Macdonald se voit diagnostiquer une leucémie aigüe myéloïde. Il garde sa maladie secrète pendant près de neuf ans, ne la révélant qu'à un très petit cercle de proches. Il continue à travailler durant toute cette période, notamment sur ses spectacles, ses apparitions télévisées et son podcast, sans jamais faire publiquement allusion à son cancer.
Le 14 septembre 2021, Macdonald meurt  à l’âge de 61 ans, dans un hôpital de Los Angeles, en Californie, des suites de cette maladie.

## Postérité
Norm Macdonald est largement considéré comme l’un des humoristes les plus influents de sa génération. De nombreuses figures de la comédie contemporaine, comme Bill Burr, Dave Chappelle, Sarah Silverman, Jim Gaffigan ou encore Conan O'Brien, ont salué la singularité de son style, son courage créatif et son refus de suivre les modes.
David Letterman l’a qualifié de « l’humoriste le plus drôle qu’il ait jamais connu ». Jerry Seinfeld a souligné la rareté d’un comédien aussi imprévisible et inimitable. Lorne Michaels, créateur de Saturday Night Live, a déclaré que Norm était « un original absolu ».
En 2022, son spectacle posthume Norm Macdonald: Nothing Special est nommé trois fois aux Primetime Emmy Awards. Son influence se mesure également dans les réseaux sociaux et les podcasts humoristiques, où son style absurde, lent, décalé et anti-spectaculaire reste une référence.

## Style comique

### Procédés comiques
Macdonald est connu pour son humour sec, absurde, souvent anti-comique. Il adopte un ton monocorde, délibérément détaché, qui déroute parfois le public. Il affectionne les longues blagues à chute retardée, les silences, et l'art de raconter des histoires sans punchline claire.Son segment Weekend Update sur SNL est devenu emblématique pour son ton acerbe, ses silences gênants, et sa manière de livrer les blagues comme des vérités objectives.
Nathan Roscoe, de The Comedy Historian, fait un lien entre le comique de Macdonald et le concept d’ « histoire humoristique » tel que le théorise Mark Twain dans ses essais sur la comédie. Ce dernier écrit : Il y a différentes espèces d’histoires, mais une seule est difficile à manier : c’est l’histoire humoristique. L’effet de l’histoire humoristique dépend de la manière dont elle est racontée. [Elle] peut se dérouler à longue haleine, et peut parcourir un vaste champ, sans arriver à un dénouement particulier. Roscoe considère ce concept comme essentiel dans l’analyse des ressorts comiques employés par Macdonald.

### Influences littéraires et morales
Macdonald se décrivait lui-même comme un « comédien moral », disant vouloir chercher quelque chose de plus profond dans l’humour, redoutant pour autant de « donner des leçons ». Il était également influencé par des écrivains classiques, comme Dostoïevski et Tolstoï, qu’il citait régulièrement dans ses interventions publiques et dont l'influence se ressent dans certains sketches.

## Filmographie
| Année | Titre                                             | Rôle                                 |
| ----- | ------------------------------------------------- | ------------------------------------ |
| 1993  | The Jackie Thomas Show (série télévisée)          | Jordan                               |
| 1993  | Saturday Night Live (série télévisée)             | Additionnel                          |
| 1995  | Billy Madison                                     | Frank                                |
| 1996  | The People vs. Larry Flynt                        | Reporter                             |
| 1996  | Le Drew Carey Show (série télévisée)              | Simon Tate                           |
| 1997  | Infos FM (série télévisée)                        | Roger                                |
| 1998  | Sale Boulot                                       | Mitch Weaver                         |
| 1998  | Docteur Dolittle                                  | Lucky (voix)                         |
| 1999  | Deuce Bigalow : Gigolo à tout prix                | Bartender                            |
| 1999  | Man on the Moon                                   | Michael Richards                     |
| 1999  | The Norm Show (série télévisée)                   | Norm Henderson                       |
| 2000  | Les Griffin (série télévisée)                     | La mort (voix)                       |
| 2000  | Screwed                                           | Willard Fillmore                     |
| 2001  | The Animal                                        | Mob Member                           |
| 2001  | Docteur Dolittle 2                                | Lucky (voix; non crédité)            |
| 2003  | A Minute with Stan Hooper (série télévisée)       | Stan Hooper                          |
| 2004  | Oliver Beene (série télévisée)                    | Hobo Bob                             |
| 2005  | Back to Norm (TV)                                 | Additionnel                          |
| 2005  | Gigolo malgré lui                                 | Earl McManus                         |
| 2005  | Mes parrains sont magiques (série télévisée)      | Norm le Génie                        |
| 2006  | Farce of the Penguins                             | Join Twosomes Penguin (voix)         |
| 2006  | Docteur Dolittle 3                                | Lucky (voix; non crédité)            |
| 2007  | Senior Skip Day                                   | Mr. Rigetti                          |
| 2007  | Earl (série télévisée)                            | Little Chubby                        |
| 2007  | À la recherche de Noël (Christmas Is Here Again)  | Buster (voix)                        |
| 2008  | The Comedy Central Roast of Bob Saget (en)        | Lui-même                             |
| 2008  | Dr. Dolittle: Tail To The Chief                   | Lucky (voix ; non cité au générique) |
| 2009  | Funny People                                      | Caméo                                |
| 2009  | The Norm MacDonald Reality Show (série télévisée) | Self                                 |
| 2010  | Grown Ups (Copains pour toujours)                 | Geezer                               |
| 2010  | The Middle (série télévisée)                      | Rusty HECK                           |
| 2011  | Jack et Julie (Jack and Jill)                     | Funbucket                            |

## Distinctions

### Récompenses
- 2016 : Prix Écran canadien – Meilleur acteur guest pour The Middle

### Nominations posthumes
- 2022 : Primetime Emmy Awards
  - Meilleur scénario pour une émission de divertissement pour Nothing Special
  - Meilleur spécial humoristique pour Nothing Special
  - Meilleur montage pour un programme de variétés pour Nothing Special